# Zully Montero
Zully Montero, właśc. Clara Zully Montero (ur. 25 stycznia 1947 w Santo Suarez) – kubańska aktorka.
Znana głównie ze swoich ról w telenowelach. W Polsce znana z seriali Wdowa w bieli (2006), Twarz Analiji (2008-2009) oraz Duch Eleny (2010).

## Filmografia
- "Aurora" (2010-2011) .... Catalina Perez-Quintana

- "El Fantasma de Elena" Duch Eleny (2010) .... Margot Uzcátegui / Ruth Marchan

- "Perro Amor" Pieska miłość (2010) .... Doña Cecilia Brando

- "El Rostro de Analía" Twarz Analiji (2008) .... Carmen Reyes de Andrade

- "Amor comprado" .... Gertrudis (2008)

- "La viuda de Blanco" Wdowa w bieli .... Doña Perfecta Albarracín (2006-2007)

- "Full Grown Men (2006) .... Teya

- "Alborada" .... Adelaida (2005)

- "Prisionera" (2004) .... Rosalía Ríobueno viuda de Moncada

- "Vale todo" (2002) .... Lucrecia Roitmann

- "Estrellita" (2000).... Ruth

- "Me muero por tí" (1999) .... Margot Hidalgo

- "Cosas del amor" (1998) .... Mercedes Castro-Iglesias de Marticorena

- "María Celina" (1998) .... Isaura Quintero

- "Aguamarina" (1998) .... Doña Augusta Calatrava

- "Señora Tentacion" (1995) .... Marlene

- "Guadalupe" (1994) .... Luisa

- "Marielena" (1994) .... Claudia Sandoval

- "Cape Fear (1991) .... Graciella

- "Corte tropical" (1990) .... Gloria

- "El magnate" (1990) .... Antonia

- "El Super (1979) .... Aurelia

- "La noche y el alba (1958)